# Грабовская, Изабелла

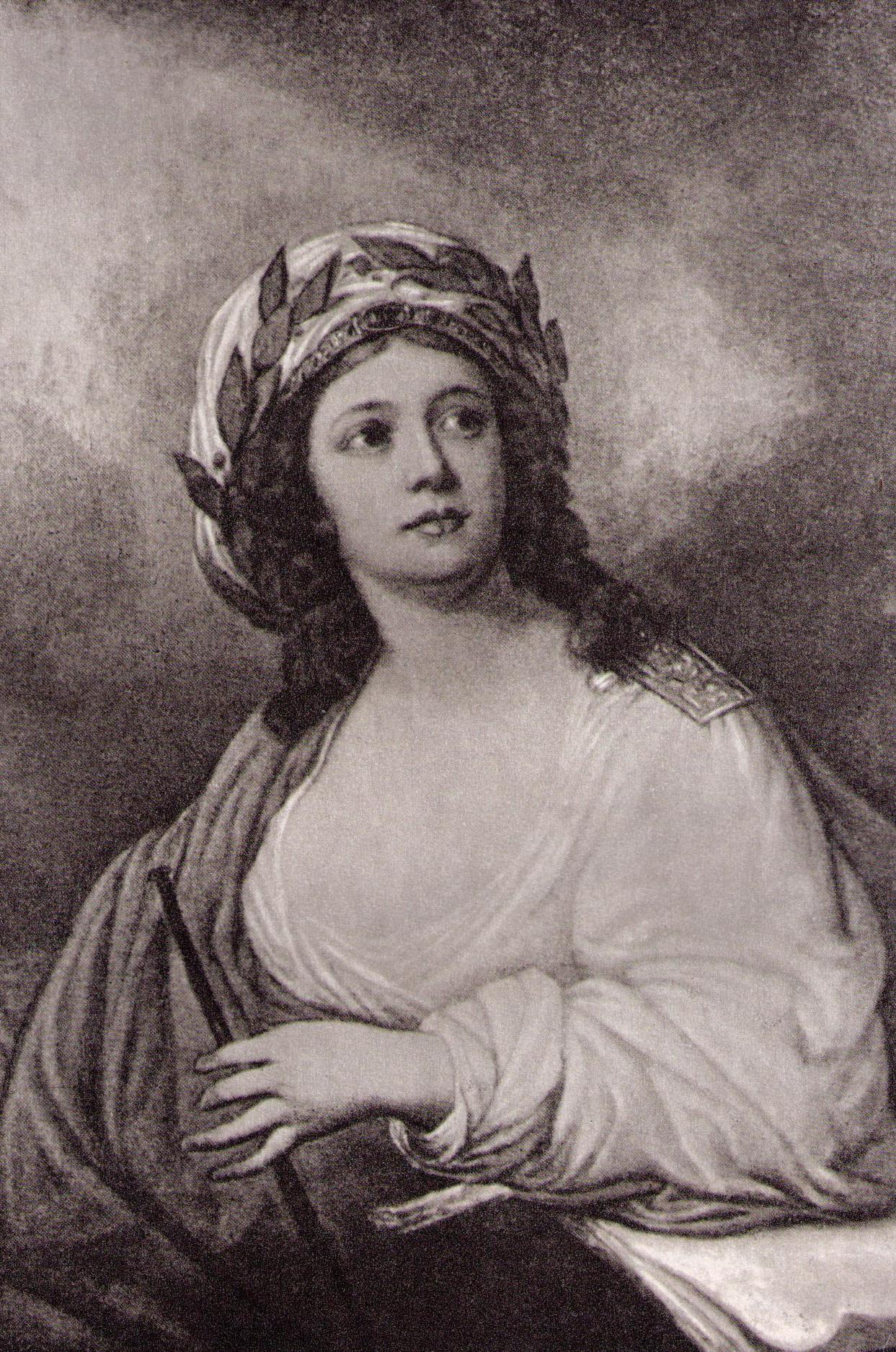
Изабелла Соболевская в образе Сивиллы, автор картины — Иосиф Мария Грасси.

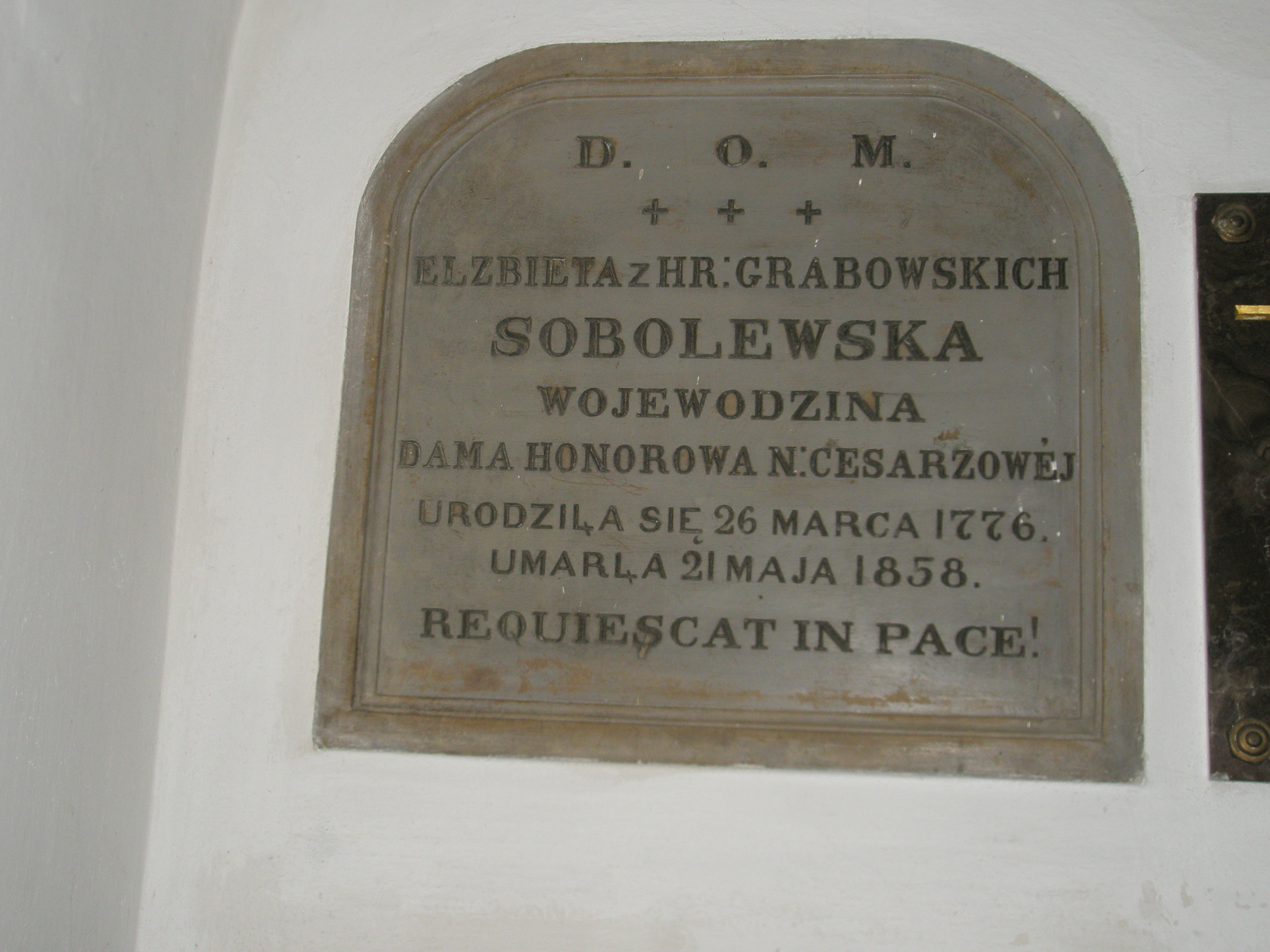
Надгробная таблица Изабеллы Соболевской в базилике Костёла Святого Креста в Варшаве.

Изабелла Эльжбета Соболевская, урождённая Грабовская (26 марта 1776 — 21 мая 1858, Варшава) — польская аристократка, незаконнорождённая дочь последнего польского короля Станислава Августа Понятовского и его любовницы, а затем, морганатической жены, Эльжбеты Грабовской.

## Биография
Согласно надписи на надгробной плите в Костёле Святого Креста в Варшаве, Изабелла Эльжбета Грабовская (в браке — Соболевская) родилась 26 марта 1776 года. Официально она считалась дочерью генерал-лейтенанта коронных войск Яна Ежи Грабовского (ум. 1789). Предполагается, что на самом деле она была внебрачной дочерью его супруги Эльжбеты Грабовской (урождённой Шидловской) (1748/1749 — 1810) и польского короля Станислава Августа Понятовского. Имя Изабелла она, вероятно, получила в честь сестры своего биологического отца, Изабеллы Понятовской (1730—1808), вдовы каштеляна краковского и гетмана великого коронного Яна Клеменса Браницкого. У Изабеллы было четверо братьев и сестер: Александра (1771—1789), жена Франтишека Салезия Красицкого, Михал (1773—1812), Казимир (1774—1833) и Станислав (1780—1845).
Изабелла и её сестра и братья воспитывались в католической вере. Её образованием занимался учитель французского происхождения. В кружок её друзей среди прочих входила Кристина Магдалена Радзивилл, дочь основательницы парка Аркадия Елены Радзивилл.

## Женитьба и дети
В начале 1795 года Изабелла Грабовская при содействии своей матери Эльжбеты была помолвлена со своим кузеном Валентом Фаустином Соболевским (1765—1831), сыном королевского секретаря и варшавского каштеляна Мацея Соболевского и Евы Шидловской, сестры матери Изабеллы. Из-за близкого родства король Станислав Август Понятовский в феврале 1795 года поручил итальянскому священнику Каетану Чигиотти получить папское разрешение на брак. 1 октября 1795 года брак был заключен в Варшаве. После свадьбы пара проживала во дворце Браницких в Варшаве, расположенном недалеко от Костёла Святого Креста. У супругов было три дочери:
- Тереза Лаура Юзефа (1796—1798)
- Изабелла Валентина Лаура Александра (род. 1798), жена с 1825 года графа Юзефа Квилецкого
- Квирина Паулина (1800—1812)

Согласно дневнику Наталии Кицкой, родственницы Изабеллы, она в 1803—1804 годах предоставила приют графу Прованскому, будущему королю Франции Людовику XVIII. После создания Варшавского герцогства Валент Фаустин Соболевский, муж Изабеллы, стал членом Правящего Совета (временного правительства герцогства). Изабелла Соболевская часто организовывала балы в честь французского императора, также вела длительную переписку с Марией Валевской, польской фавориткой Наполеона. В 1810 году Изабелла вместе с братьями и сестрами занималась похоронами своей умершей матери.
В мае 1829 года до коронации русского императора Николая I Павловича и его супруги Александры Фёдоровны царем и царицей Царства Польского, супруги Соболевские организовали во дворце губернатора в пригороде Варшавы приём для представителей аристократии и интеллигенции Царства Польского, на котором среди гостей присутствовали драматург Немцевич и историк Лелевель. 18 мая 1829 года Изабелла Соболевская участвовал в Королевском замке в Варшаве в приёме в честь императора, на котором была назначена дамой императрицы. 4 июня 1831 года после смерти своего мужа Изабелла Соболевская получил в пожизненное владение половины имения Млохув.

## Дальнейшая судьба
После смерти своего мужа Изабелла Соболевская жила со своей сестрой Марианной Гутаковской (1766—1843) и её дочерью от первого брака, Габриэлой Забелло, в Гжибовском дворце в Варшаве. Она удалилась от общественной жизни, лишь эпизодически появлялась на официальных церемониях. 26 мая 1856 года Изабелла появилась на приёме в честь новой русского императора Александра II Николаевича, с которым она танцевала полонез в первой паре.
Изабелла Эльжбета Грабовская (в замужестве Соболевская) скончалась 21 мая 1858 года в Гжибовском дворце. Она была похоронена 26 мая 1858 года в подвале Костёла Святого Креста, где был похоронен её муж Валент Соболевский и брат Станислав Грабовский. Гжибовский дворец был передан Конгрегации миссий. В 1861 года на месте бывшего Гжибовского дворца был построен Костёл Всех Святых.
Существуют два портрета Изабеллы Соболевской кисти Юзефа Грасси. Первый находится в Национальном музее в Познани, а второй, где Изабелла изображена в образе сивиллы, в Национальном музее в Варшаве.